# Saarländische Volkszeitung
Die Saarländische Volkszeitung war das Parteiorgan der Christlichen Volkspartei des Saarlandes (CVP). Die Tageszeitung erschien in den Jahren von 1946 bis 1958 im Saarland.

## Geschichte

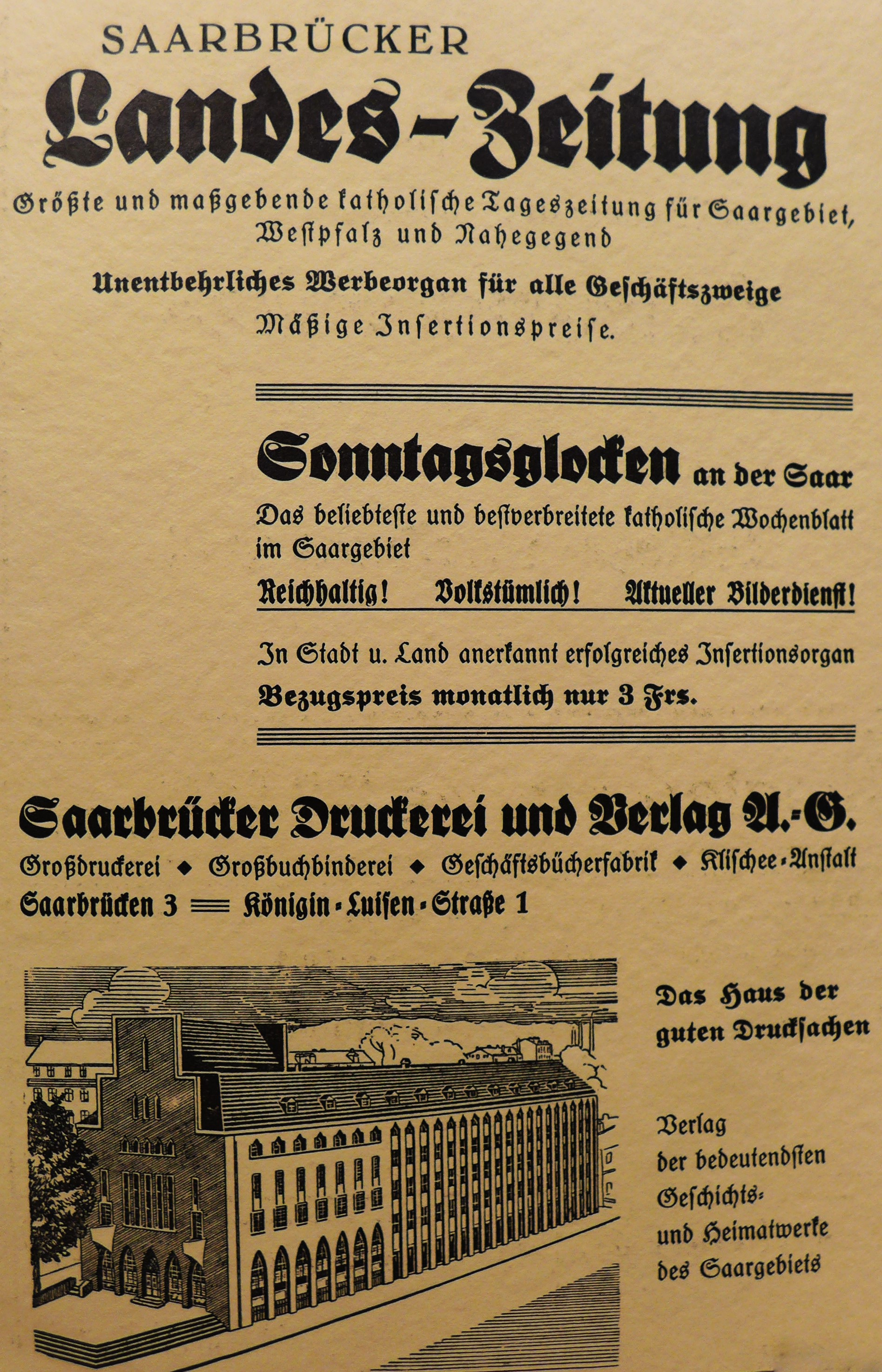
Annonce der Saarbrücker Landeszeitung von 1933 mit einer Grafik des von Hans Herkommer in den Jahren 1925/1926 errichteten Verlagsgebäudes in Saarbrücken-St. Johann im Stil des kristallinen Expressionismus (abgerissen um 1970)

Die Saarländische Volkszeitung erschien erstmals am 22. Juni 1946 und war offizielles Parteiorgan der CVP. Sie war damit Nachfolgerin der Saarbrücker Landeszeitung, dem Parteiorgan der Vorgängerpartei Saarländische Zentrumspartei bis 1935. Unter den Zeitungen der zugelassenen Parteien während des Saarstatuts hatte sie die höchste Auflage. Die Startauflage von 90.000 Exemplaren schrumpfte jedoch während der über zehnjährigen Erscheinungszeit auf 30.000 Exemplare (1955), wovon 28.000 per Abonnement bezogen wurden. Erster Chefredakteur war Johannes Hoffmann selbst, der auch das Vorgängerblatt geleitet hatte. Zusammen mit Franz Singer, dem zweiten Vorsitzenden der CVP war er außerdem Eigentümer der Zeitung, die über eine GmbH herausgegeben wurde. Der Erlös aus dem Verkauf wurde zur Finanzierung der Partei verwendet.
Bis Dezember 1948 erschien die Zeitung einmal wöchentlich mit einem Umfang von vier Seiten. Danach wurde auf eine tägliche Ausgabe umgestellt und auch der Umfang wuchs. Vier Seiten waren die Grundzeitung, die zwei Seiten Politik- und eine Seite Wirtschaftsnachrichten umfasste. Die vierte Seite enthielt Anzeigen. Dazu kamen Lokalausgaben für Saarbrücken-Stadt, Saarbrücken Land West, Merzig-Wadern, St. Wendel, Neunkirchen, Ottweiler, Homburg, St. Ingbert und Saarbrücken Land Ost. Diese umfassten eine Seite Lokalnachrichten, eine Seite Umschau und Anzeigen aus den Kreisen Später wuchs die Zeitung auf acht Seiten (montags bis donnerstags), zehn Seiten (freitags) und zwölf Seiten (samstags) an. 1954 wurde die Seitenzahl auf einheitlich 12 angehoben.
Inhaltlich stand sie auf Parteilinie, das heißt vor allem auf der Seite von Herausgeber Johannes Hoffmann, einem vehementen Verfechter des Saarstatuts, also einem von der Bundesrepublik Deutschland und Frankreich unabhängigen Saarland. Zugleich war es damit Regierungsorgan von 1947 bis 1955 während Hoffmanns Amtszeit als Saarländischer Ministerpräsident. 1952 druckte die Saarländische Volkszeitung ein Interview mit dem Trierer Generalvikar Peter Weins, das vorher in der Saarbrücker Zeitung gestanden hatte und schon vorher als Fälschung erkannt wurde.
Abweichende Meinungen wurden in der Redaktion nicht toleriert. So wechselte der Chefredakteursposten häufig wegen internen Streitereien in der Parteispitze oder wegen Kritik an der Regierung.
Während des Abstimmungkampfes ging die Zahl der Leser deutlich, vermutlich um mehr als die Hälfte, zurück. Die vorwiegend katholischen Leser gingen zu den prodeutschen Neuesten Nachrichten über, dem Parteiblatt der Saar-CDU. Die letzte Ausgabe erschien am 31. Juli 1958. Anschließend schloss sich das Blatt mit seinem ehemaligen Konkurrenten zur Saarbrücker Landeszeitung zusammen.

## Chefredakteure
- 1946–47: Johannes Hoffmann
- 1948–49: Jakob Kluding (Rücktritt aus Opposition zur CVP)
- 1949–50: Eduard Schaefer (erzwungener Rücktritt wegen kritischen Kommentars zum Marshall-Plan)
- 1950–54: Albert Dorscheid
- 1954–56: Peter Pfeiffer
- 1956–57: Hubert Gansen